# Théophile Barrau

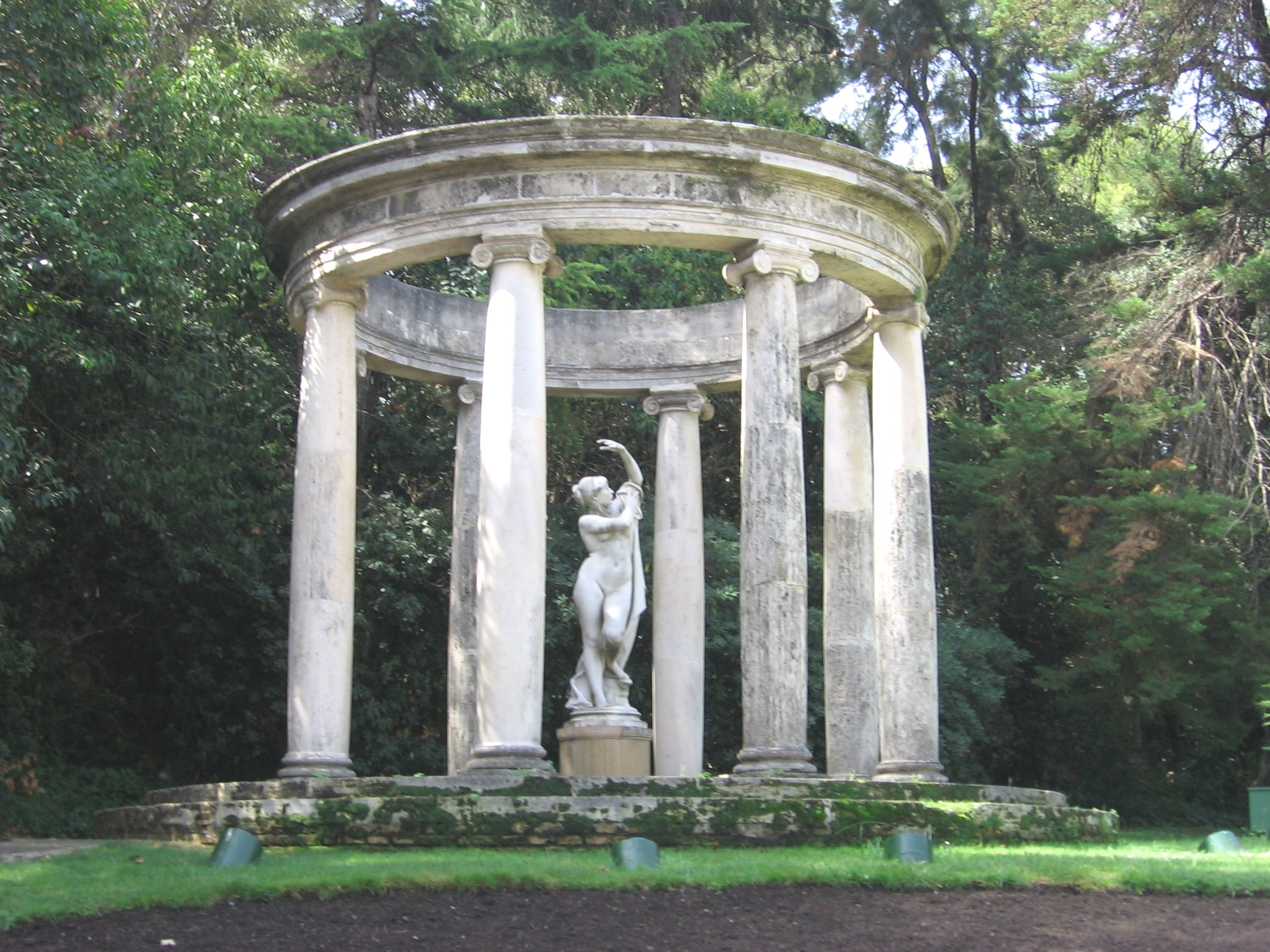
Susana en el baño (1896), Jardines de Joan Maragall, Barcelona.

Théophile-Eugène-Victor Barrau (Carcassonne, Lenguadoc, 1848 - Toulouse, 1913) fue un escultor romántico francés. 

## Datos biográficos
Estudió en la Escuela de Bellas Artes de Toulouse, y finalizó su formación en París, donde fue profesor de dibujo desde 1880. Alumno de Alexandre Falguière, comenzó a exponer en el Salón de París en 1874, fue recompensado con medallas en los salones de 1879, 1880, 1889 y nombrado caballero de la Legión de Honor en 1892.

## Obras
Entre las mejores y más conocidas obras de Théophile Barrau se incluyen las siguientes:
- Susana en el baño, 1895, mármol, Museo de Orsay en París.
- Monumento a los muertos de la guerra franco-prusiana de 1870, arquitecto Paul Pujol, en Toulouse. 43°35′36″N 1°26′46″E / 43.59333, 1.44611
- Homenaje a Fermat, mármol, Salle des Illustres, Capitolio de Toulouse.
- Monumento a François Christophe Kellermann.
- La Agricultura, en el patio frente al ayuntamiento anexo del Barrio de Bonnefoy de Toulouse.

## Galería de imágenes

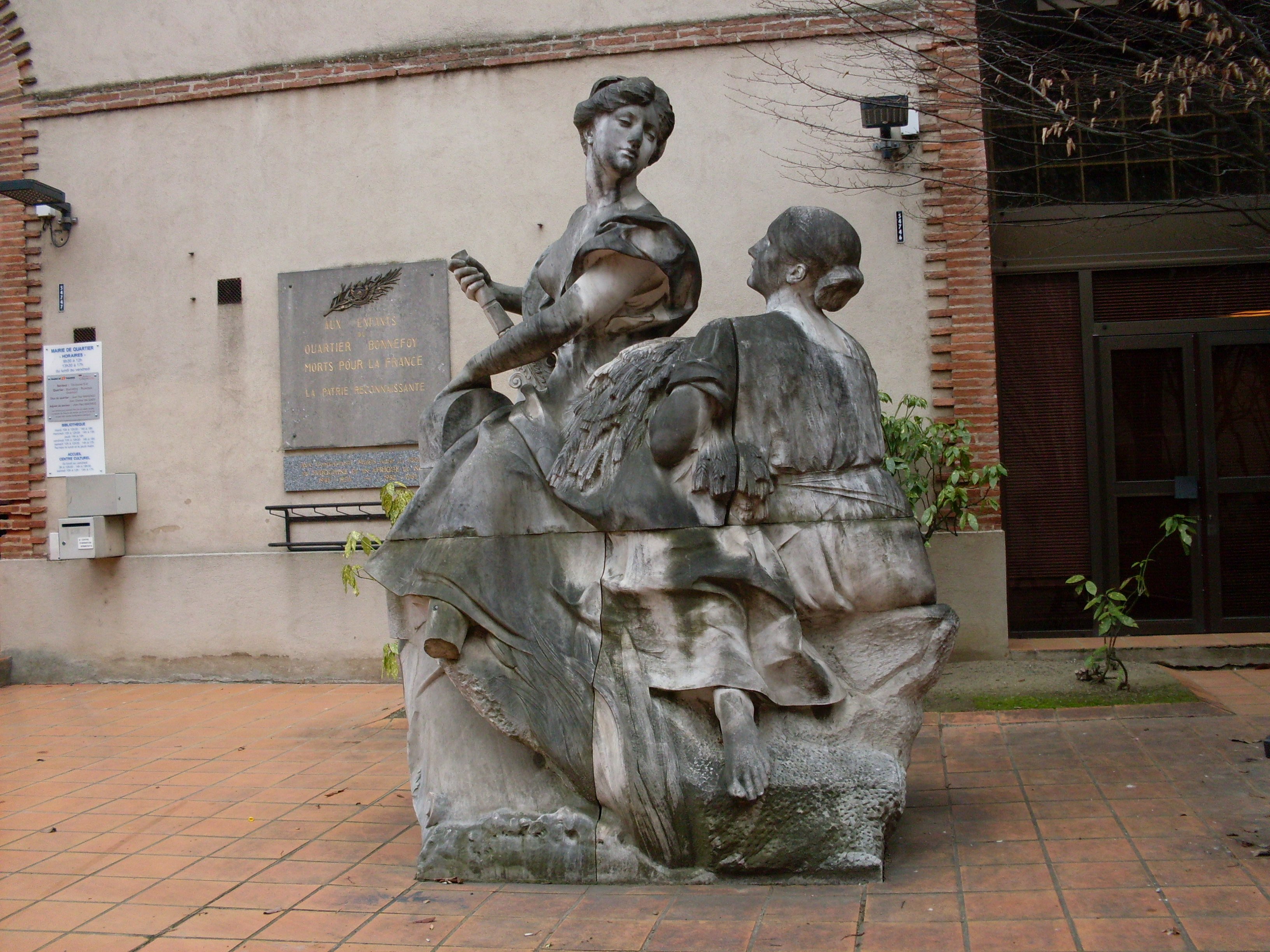
La Agricultura, en Bonnefoy (Toulouse).
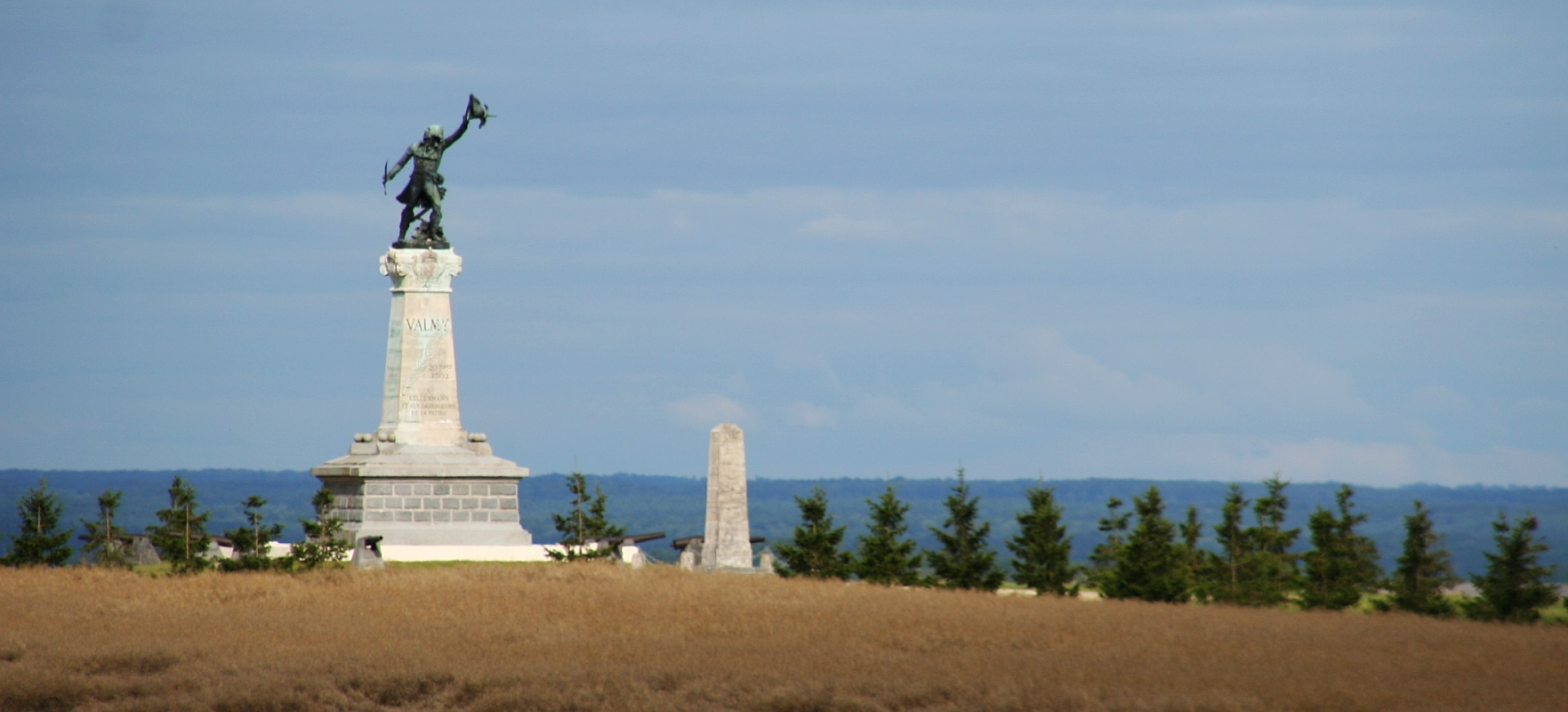
Monumento a Kellermann.
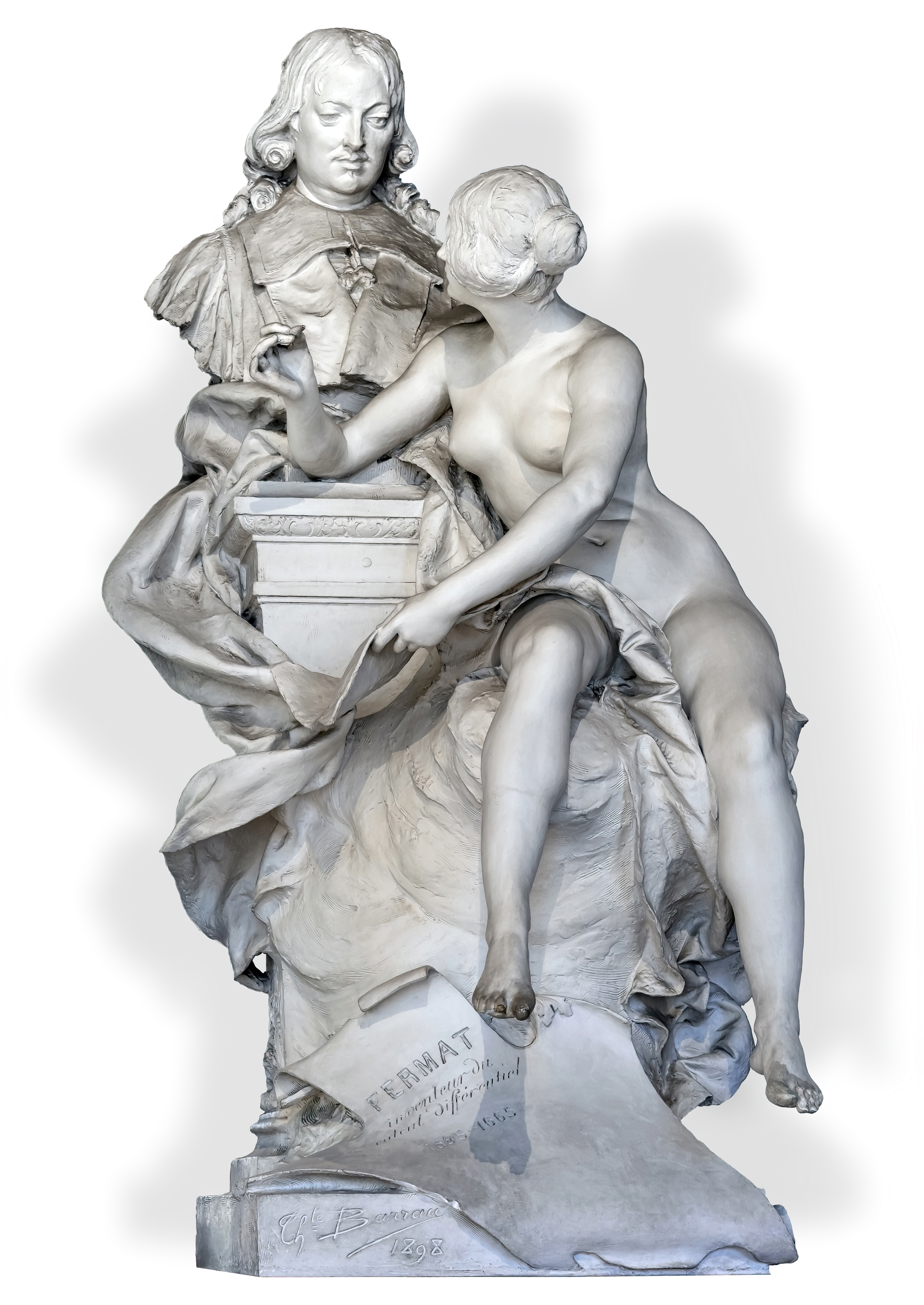
Monumento a Fermat, mármol, Capitolio de Toulouse.
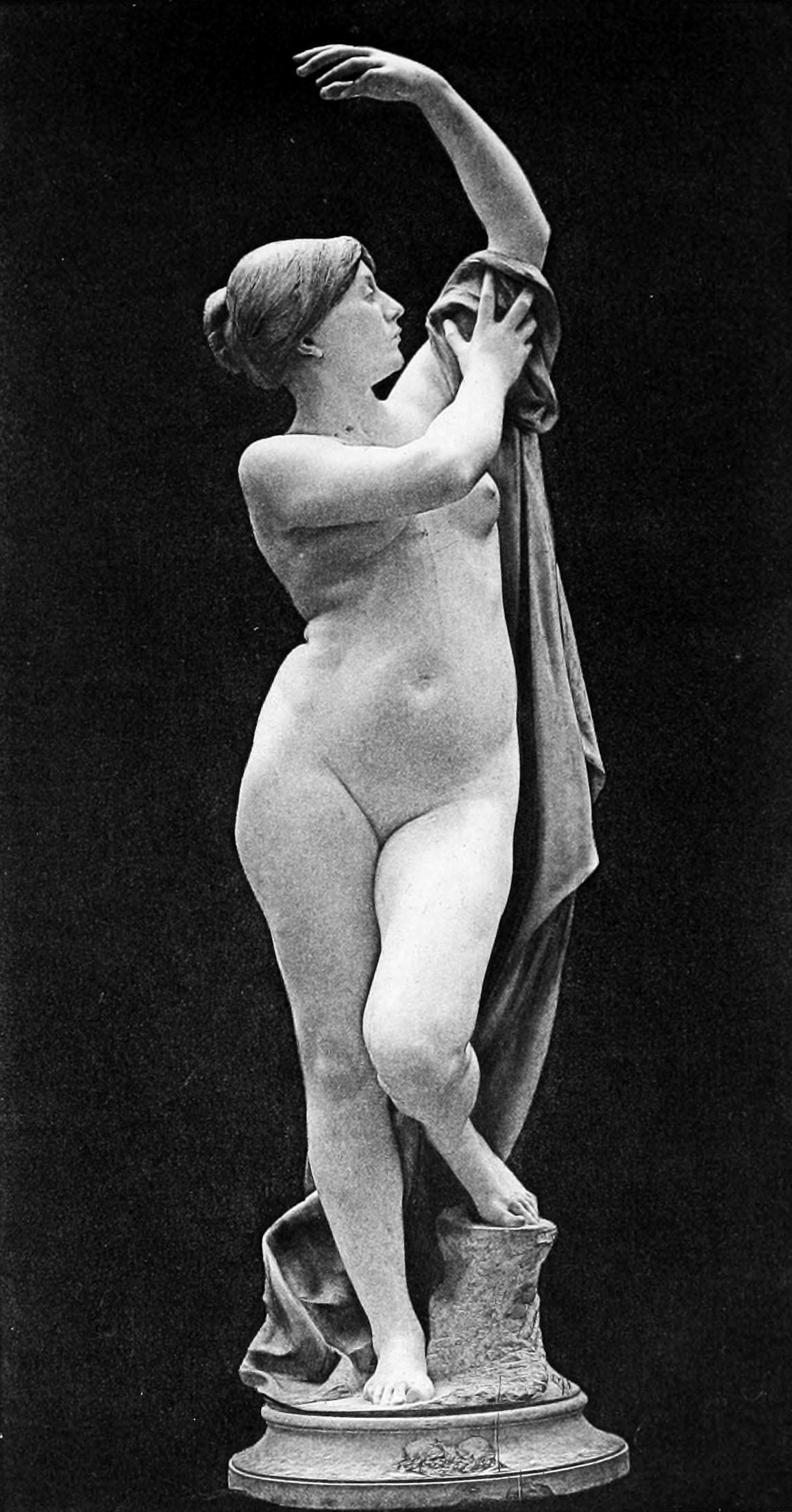
Susana en el baño, en el Museo de Orsay.
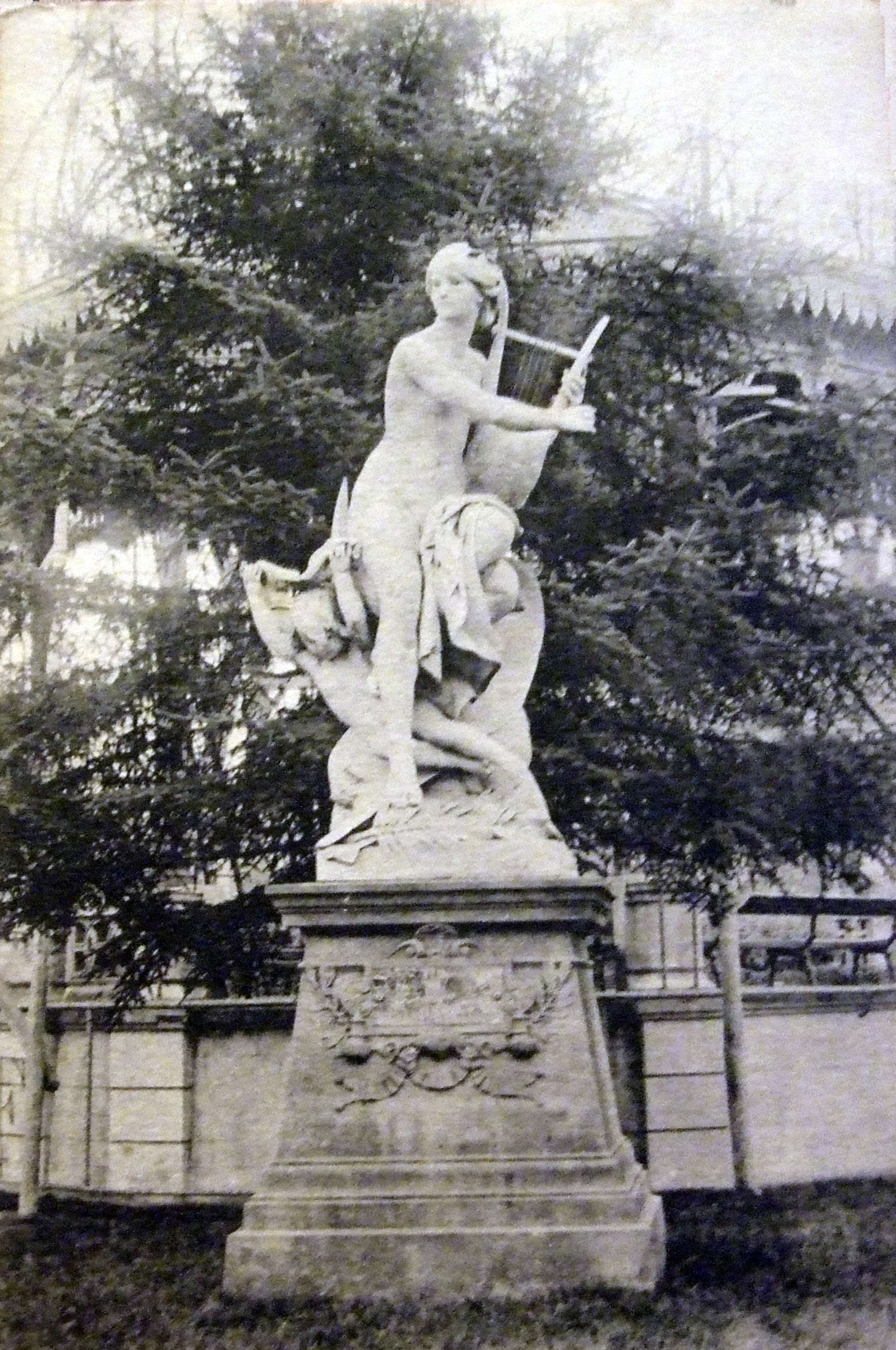
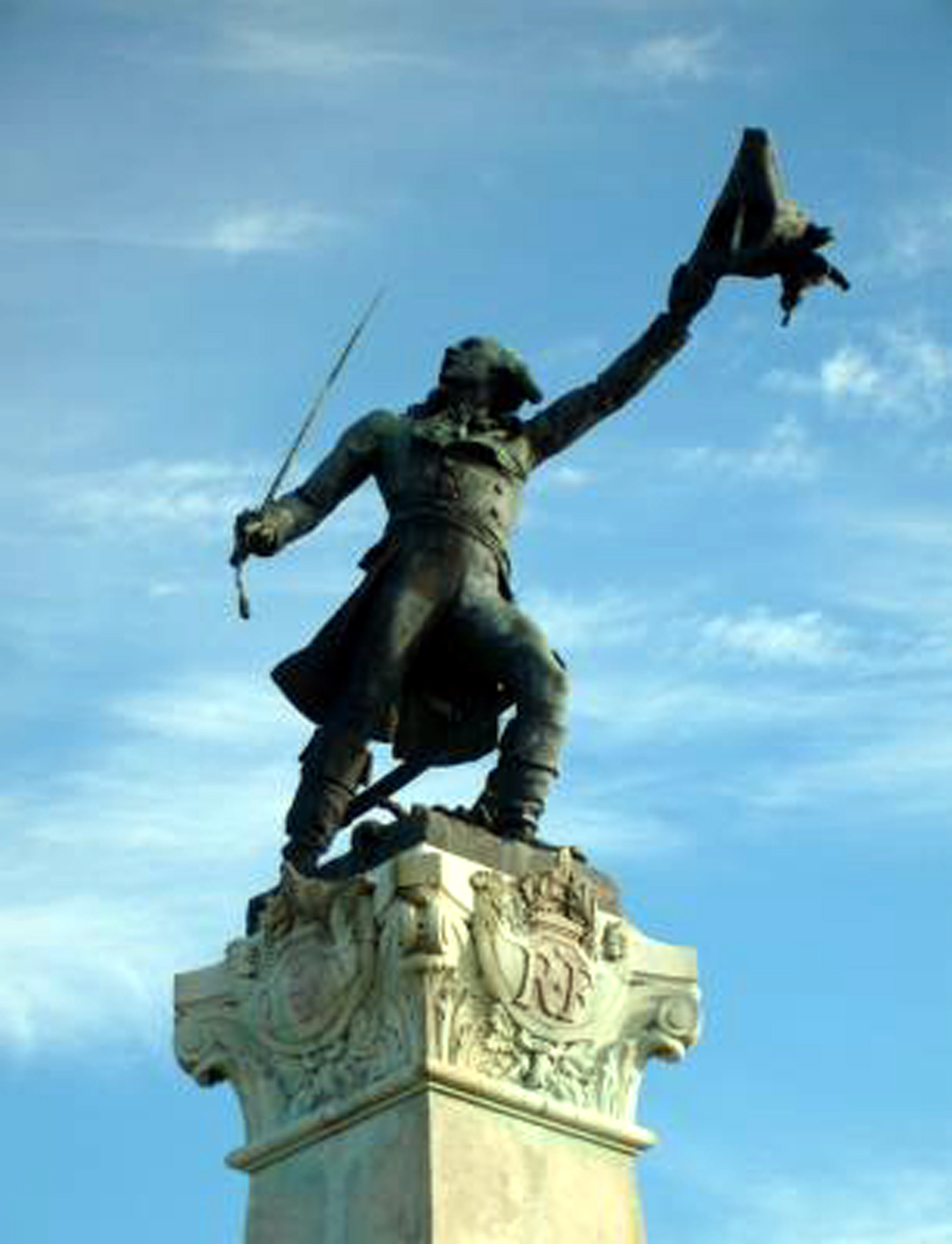
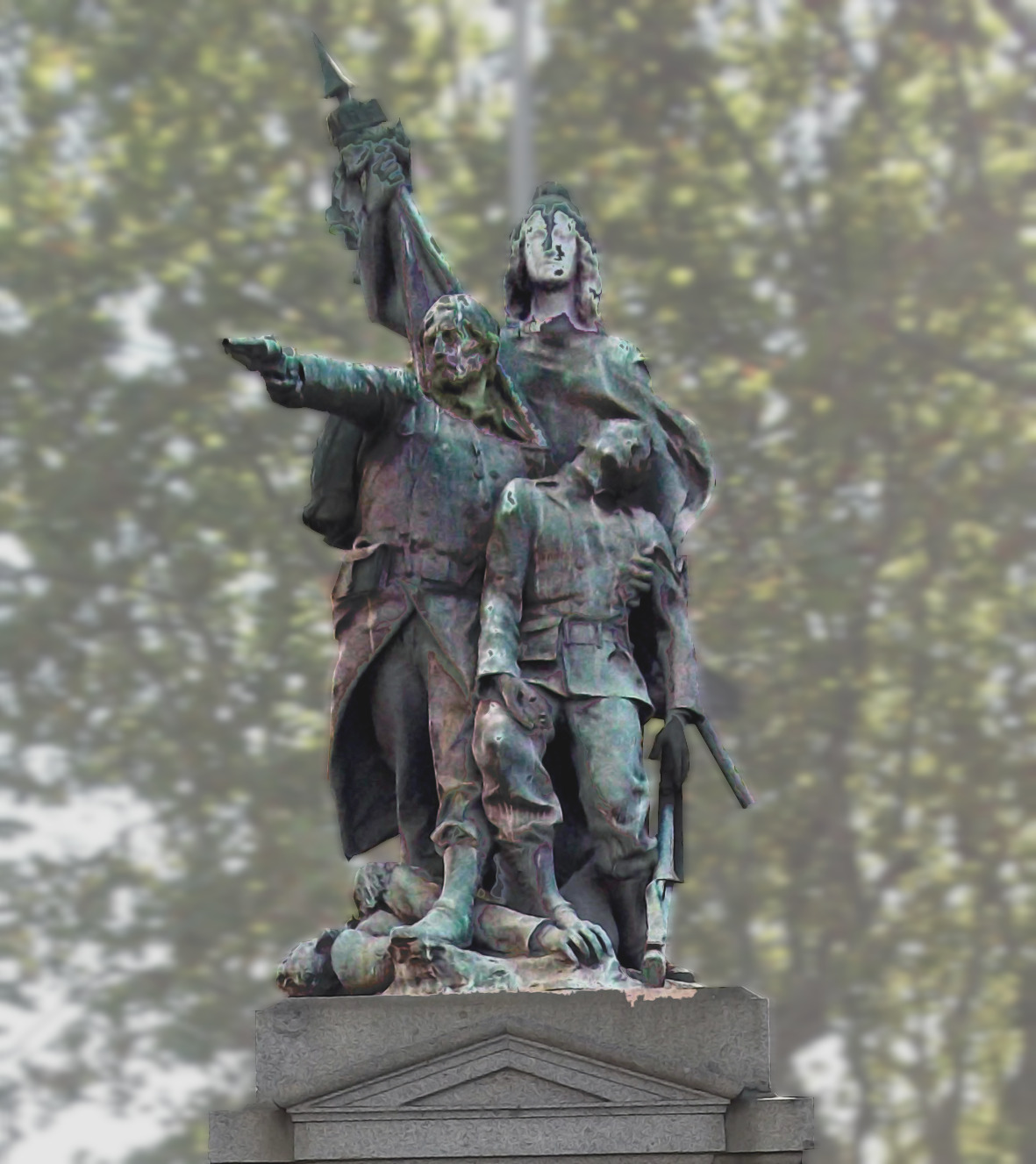